# بنی عیسی
بنی عیسی (به عربی: بنی عیسی) یک شهرداری در الجزایر است که در استان تیزی وزو واقع شده‌است.